# Leiden
Leiden er en by og kommune i provinsen Syd-Holland (Zuid-Holland) i Nederlandene. Byen har en befolkning på omkring 124.093 (2021). Sammen med forstæderne Oegstgeest, Leiderdorp, Voorschoten, Valkenburg, Rijnsburg og Katwijk danner byen Leiden et tæt befolket byområde med ca. 254.000 indbyggere. Leiden er bygget på Oude Rijn ca. 20 km fra Haag og 40 km fra Amsterdam.
Leidens Universitet blev grundlagt i 1575 og er dermed landets ældste. 
Den hollandske maler Rembrandt blev født i byen i 1606 og boede der frem til 1624.